# On m'appelle Dollars
Pour plus de détails, voir Fiche technique et Distribution.
On m'appelle Dollars (titre original : Mr. Billion) est un film américain de Jonathan Kaplan sorti en 1977.

## Synopsis
À San Francisco, Anthony Falcon, un riche industriel, lègue tous ses biens à son neveu Guido, garagiste en Italie, peu avant de mourir dans un accident. Cependant ce testament stipule que Guido n'a que dix jours pour prendre possession de l'héritage, dans le cas contraire, il devra partager avec les collaborateurs du défunt. C'est alors que l'infâme Cutler met tout en œuvre pour que le jeune homme ne parvienne jamais à destination...

## Fiche technique
- Titre original : Mr. Billion
- Réalisation : Jonathan Kaplan
- Scénario : Ken Friedman et Jonathan Kaplan
- Directeur de la photographie : Matthew F. Leonetti
- Montage : O. Nicholas Brown
- Musique : Dave Grusin
- Costumes : Seth Banks (hommes) et Stephanie Colin (femmes)
- Production : Steven Bach, Ken Friedman et Sheldon Schrager
- Genre : Comédie
- Pays de production :  États-Unis
- Durée : 92 minutes
- Date de sortie :
  - États-Unis : 3 mars 1977
  - France : 4 mai 1977

## Distribution
- Terence Hill (VF : Jean Roche) : Guido Falcone
- Valerie Perrine (VF : Évelyn Séléna) : Rosie Jones
- Jackie Gleason (VF : Claude Joseph) : John Cutler
- Slim Pickens (VF : Jacques Dynam) : Duane Hawkins
- William Redfield (VF : Francis Lax) : Leopold Lacy
- Chill Wills (VF : Jean Martinelli) : le colonel Clayton T. "Bull" Winkle
- Dick Miller (VF : Marc de Georgi) : Bernie
- R.G. Armstrong (VF : Henry Djanik) : le shérif T.C. Bishop
- Kate Heflin (VF : Sylviane Margollé) : Lucy
- Sam Laws (VF : Jean-Louis Maury) : Pops Dinwitty
- Johnny Ray McGhee (VF : Daniel Gall) : Carnell Dinwitty
- Dave Cass (VF : Pierre Hatet) : le chef des kidnappeurs
- Bob Minor (VF : Marc François) : le kidnappeur noir
- Leo Rossi (VF : Richard Darbois) : le kidnappeur italien
- Eric Barnes (VF : Michel Derain) : le second du colonel Winkle
- Swede Johnson (VF : Robert Bazil) : Hy Kitchmiller
- Bob Herron (VF : Michel Bardinet) : Moose, le garde du corps
- Ralph Chesse (VF : Paul Villé) : Anthony Falcon
- Helen Bentley (VF : Ginette Pigeon) : Baba Wawa, l'envoyée spéciale de la télé
- Denver Mattson (VF : Patrick Poivey) : Joe, le shérif-adjoint

## Autour du film
- Ce film est la première production américaine interprétée par Terence Hill.
- C'est le dernier film de l'acteur William Redfield qui décède peu après la fin du tournage.
- Le titre français du film joue lui aussi sur la veine de l'exploitation des Trinita en France après notamment Maintenant, on l'appelle Plata et Et maintenant, on l'appelle El Magnifico. Ce sera également le cas plus tard pour les films de Bud Spencer et la sortie d'On m'appelle Malabar en 1981.